# Богатирі (картина Васнецова)
«Богатирі» (рос. Богатыри) — картина Віктора Васнецова. Митець працював над картиною близько двадцяти років. 23 квітня 1898 року вона була закінчена і незабаром куплена П. М. Третьяковим для своєї галереї. Інвентарний номер — 1019.

## Опис

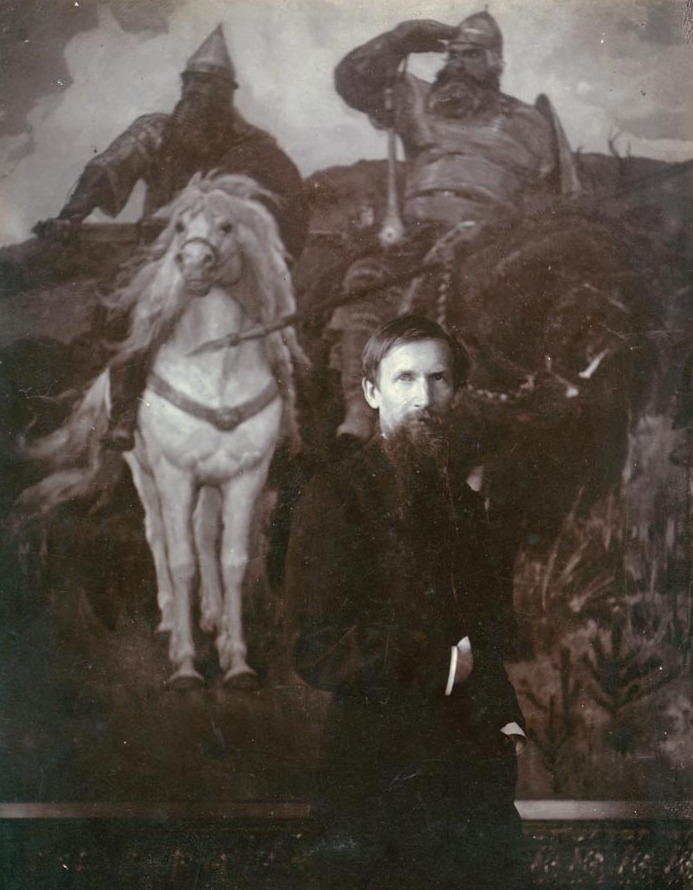
В. М. Васнецов біля картини «Богатирі». Москва, 1898.

Сам В. М. Васнецов (у листі до П. П. Чистякова) описував картину так: «Богатирі Добриня, Ілля й Олешко Попович на богатирському виїзді — зауважують у полі, чи немає де ворога, чи не ображають де кого?»
На картині зображені три богатирі — Добриня Микитич, Ілля Муромець і Олешко Попович (головні діячі руських билин). Посередині на вороному коні Ілля Муромець, дивиться в далечінь з-під долоні, в одній руці тримає спис і щит, а на піднесеній висить булатна палиця. Ліворуч на білому коні Добриня Микитович, виймає меч-кладенець з піхов, готовий будь-якої миті ринутися в бій. Праворуч на коні бурої масті Олешко Попович тримає в руках лук зі стрілами. У порівнянні зі своїми товаришами він молодий і стрункий. На боці в Олешки Поповича колчан. На іншому боці він має гуслі. Троє богатирів стоять на широкій рівнині, що плавно переходить у невисокі пагорби, де посеред пожухлої трави проглядають маленькі ялинки. Небо похмуре і тривожне, означає небезпеку, що загрожує богатирям.
«Воскресивши величні у своїй духовній могутності образи билинних захисників Стародавньої Русі — Іллю Муромця, Добриню Микитича і Олешку Поповича — Васнецов прагнув на порозі XX століття позначити наступність героїчного минулого руського народу з його великим майбутнім. За всієї конкретності образів, богатирі сприймаються як мітичне уособлення творчих сил давньоруської землі. Могутні постаті на конях здіймаються подібно до гор або велетенських дерев. Під копитами богатирських коней тендітна молода поросль ялинки і сосенки — метафора наступності поколінь. Вдаючись до образотворчої гіперболи, Васнецов наділяє своїх героїв споконвічними якостями руського норову. Ілля Муромець уособлює ґрунтовність, мудру неквапливість й опору на досвід та традиції народу. Гордий бойовий дух і прагнення захищати свою землю втілено у Добрині Микитичі. А в образі Олешки Поповича знайшло відображення поетичний, споглядальний початок руської душі, чуйність до всіх проявів краси».

## Історія створення

### Поява ідеї картини

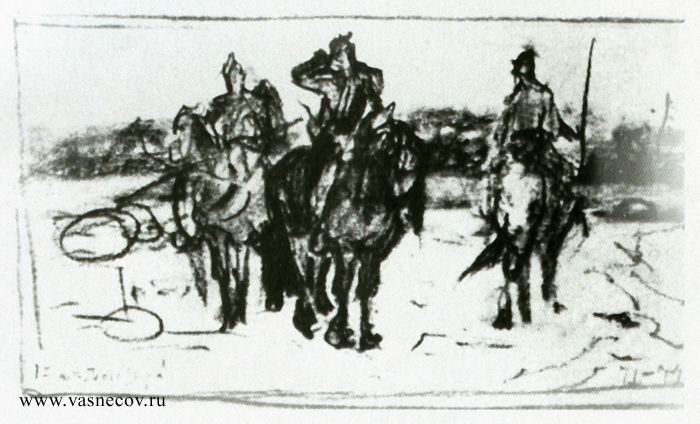
В. М. Васнецов Перший нарис картини «Богатирі», 1871—1874 рр.

В. М. Васнецов описував появу ідеї картини так:

Попався начерк трьох богатирів. Написав у майстерні Полєнова. Говорили про репинське підводне царство, тут Вася і показав лист Чистякова. Мудрець учитель і за тридев'ять земель слав поради.
«Скажіть йому, — просив передати, — що у його картині не колір води задає тон, а віяння враження від билини задати має тон воді та всьому; вода тут ні до чого. Колір і густота води бувають різні, а билина така одна». Слова Чистякова щодо билин нагадали про одну стару думку, він її олівчиком, а може, і вугіллям замалював відразу після повернення з Рябова: кудлаті могутні коні, могутня трійця богатирів.
Так і постало перед очима: узгір'я, простір, богатирі. Дивовижний сон дитинства.
Намалював одразу, підніс Васі в подарунок, а той подивився і сказав суворо, по-чистяківськи, це в ньому було, чистяківське — за все мистецтво відповідь тримати і про кожен малюнок дбати.
Оригінальний текст (рос.)
Попался набросок трех богатырей. Написал в мастерской Поленова. Говорили о репинском подводном царстве, тут Вася и показал письмо Чистякова. Мудрец учитель и за тридевять земель слал советы.
«Скажите ему, — просил передать, — что в его картине не цвет воды задает тон, а веяние впечатления от былины задать должно тон воде и всему; вода тут ни при чём. Цвет и густота воды бывают разные, а былина такая — одна». Слова Чистякова о былине напомнили об одной старой мыслишке, он её карандашиком, а может быть, и углём зарисовал сразу по возвращении из Рябова: лохматые могучие кони, могучая троица богатырей.
Так и встало перед глазами: взгорья, простор, богатыри. Дивный сон детства.
Нарисовал в единочасье, поднес Васе в подарок, а тот поглядел и сказал строго, по-чистяковски, это в нём было, чистяковское — за все искусство ответ держать и о каждом рисунке заботиться.

Перший ескіз картини олією зберігається у будинку-музеї Полєнова, оскільки був подаруваний Полєнову. На ньому стоїть дві дати — «75» та «1898 10 березня». Ці дві дати пояснюються так: Васнецов створив цей ескіз у Парижі незабаром після приїзду, коли був у майстерні Полєнова. Він став дарувати його другові, але Полєнов відмовився забирати начерк, заявивши, що візьме його лише тоді, коли Васнецов напише велику картину.
Власне підсумкові «Богатирі» було закінчено більш ніж за двадцять років, 27 квітня 1898 року. І незадовго до цього, 10 березня, Васнецов підніс Полєнову ескіз, проставивши одразу дві дати — першу і останню, однією фарбою, одночасно. Причому 1875 проставлено помилково — насправді, за архівними даними, Васнецов приїхав до Парижа лише навесні 1876 року.

### Натурники
Одним із прообразів для Іллі Муромця послужив селянин Володимирської губернії Іван Петров (пізніше — візник села Великі Митищі), якого Васнецов відобразив на етюді 1883 року. Іван Петров був лише одним із прообразів. «Для Іллі Муромця художник шукав усе нові і нові типажі, замальовуючи Івана Петрова, абрамцевського коваля, — статечного, красивого, зі спокійними й уважними очима; а того ломового візника, якого зустрів уже у Москві, і впросив позувати. „Йду набережною біля Кримського мосту, — розповідав потім В. M. Васнєцов, — і бачу: стоїть біля полку здоровань, точнісінько вилитий мій Ілля“».
У билинах Добриня завжди молодий, як і Олешка, але Васнецов зобразив його зрілою людиною з розкішною бородою. Деякі дослідники вважають, що рисами обличчя Добриня нагадує самого митця.
Мешканці Абрамцева, де на одному з щаблів тривала робота над полотном, знаходили зразок і для Олешки Поповича. «Пам'ятаю, — писав В. С. Мамонтов, син Сави Івановича, — як ми заздрили моєму братові Андрію, на якого був схожим на обличчя Олешка Попович у цій картині».

## Етюди
Дослідники творчості Васнецова перераховують такі етюди олією, створені митцем при роботі над картиною.
| Рік  | Зображення | Назва                                                                     | Техніка, розмір                   | Місцезнаходження                               | Примітка |
| ---- | ---------- | ------------------------------------------------------------------------- | --------------------------------- | ---------------------------------------------- | --- |
| 1876 |            | Богатирі                                                                  | Полотно, олія. 27х41              | Будинок-музей В. Д. Полєнова                   | Перший ескіз олією картини. Инв. КПП-5384 |
| 1879 |            | Абрамцево                                                                 | Полотно, олія. 19х47,5            | Будинок-музей В. Д. Полєнова                   | Етюд для першого плану картини «Богатирі» |
| 1880 |            | Дрібнолісся. Охтирка                                                      | Полотно на картоні, олія. 14х48   | Музей-заповідник Абрамцево                     | Інв. Ж 156 |
| 1880 |            | Натурник у кольчузі (Портрет. Витязь у кольчузі)                          | Полотно, олія. 15,8х22,56         | Музей-заповідник Абрамцево                     | Інв. Ж 166 |
| 1881 |            | Коні (етюд)                                                               | Полотно на фанері, олія. 32х22    | Зібрання Г. Б. Смірнова (на 1961 рік)          | |
| 1881 |            | Коні (етюд)                                                               | Полотно, олія. 33х47              | Приватне зібрання                              | |
| 1882 |            | Краєвид в Охтирці                                                         | Полотно, олія. 22,3х32,5          | Зібрання А. М. Беднякова, Москва (на 1961 рік) | |
| 1881 |            | Краєвид лісистого пагорба і далечини в Абрамцеві (Краєвид під Абрамцевим) | Полотно, олія. 34,7х49,3          | ДТГ                                            | Дуже близька до попередньої, у списку Моргунових дату вказано тим самим роком — 1882, на рік пізніше, ніж у каталозі ДТГ. Вступило 1929 року із зібрання Остроухова. Інв. 11060 |
| 1883 |            | Селянин Володимирської губернії Іван Петров                               | Полотно, олія. 87,5х67,5          | ДТГ                                            | Етюд для Іллі Муромця Вступив 1925 року з Державної Цвєтковської галереї. Інв. 15066                                                                                            |
| 1898 |            | Голова селянина                                                           | Полотно на картоні, олія. 44,5х32 | ДТГ                                            | Етюд для Добрині Микитича Придбано 1946 року у К. Ф. Арнінга. Інв. 26644 |
| 1898 |            | Кольчуга                                                                  | Полотно, олія. 28х7,8             | Будинок-музей В. М. Васнецова                  | Етюд для Іллі Муромця |
|      |            | Кінь вороний                                                              | Полотно, олія. 33,2х25,8          | Будинок-музей В. М. Васнецова                  | |
|      |            | Кінь гнідий                                                               | Полотно, олія. 33,5х45,2          | Будинок-музей В. М. Васнецова                  | |